# Рударство у Јапану
Ископавање у Јапану је минимално јер Јапан нема много минералних ресурса на обали.  Многи од копнених минерала већ су ископани до те мере да је увоз минерала постао јефтинији. У јапанском архипелагу налазе се мала лежишта угља, нафте, гвожђа и минерала.  Јапан је оскудан у критичним природним ресурсима и увелико је зависан од увезене енергије и сировина .  На јапанском морском дну постоје велика минерална богатства дубоког мора. Ту се још увек почело са ископавањем због технолошких препрека за дубинско ископавање мора . 

## Историја
Јапански архипелаг налази се у зони субдукције са великим помицањем тектонске плоче . Philippine Sеа Platе се креће испод континенталне Амуриан Плате и Окинава Плате на југу. Океанска пацифичка плоча креће се испод континенталне Охотске плоче на северу. Ове субдукцијске плоче повукле су Јапан према истоку и отвориле Јапанско море ширењем лука који се шири пре око 15 милиона година.  Подигла је јапанска острва и створила три океанска рова : Курил-Камчатски ров, Јапански ров и Изу-Огасавара .  Ово је произвело велики број минералних сировина, мада не у великим количинама на обали. Већина ресурса је на морском дну . 
Током Меиџи периода, развој рударства био је промовисан у складу са политиком Fengoku Robe (足 尾 銅山), а развијени су и вађење угља, рудник бакра Асхио и рудник Камаиши (釜 石 鉱 山) са рудом гвожђа у Hокаidо и северном Кјушу . Производња злата и сребра високих вредности, чак и у малим количинама, била је на врху света. Важан рудник био је рудник бакра Аshiо који је постојао бар од 1600-их. Био је у власништву шогуната из Токугаве . Тада је производио око 1500 тона годишње. Рудник је затворен 1800. године. Године 1871. прешао је у приватно власништво и поново је отворен када се Јапан индустријализовао након Меиџи обнове. До 1885. произвела је 4.090 тона бакра (39% јапанске производње бакра). Због недостатка прописа узроковало је велико загађење. 1911. влада је усвојила Закон о фабрикама, који је био први закон Јапана који се бавио индустријским загађењем.  Поново је затворена 1973. 
Све до 1960-их, током периода високог економског раста, активно се рударство наставило у рудницима у разним регионима. Међутим, рударство великих размера било је тешко, с мешовитим квалитетом и великим трошковима. Тако су се увозили страни ресурси ниског и доброг квалитета. То је резултовало затварањем рудника у Јапану. 
Све до 1970-их по целом Јапану су се копали мали рудници, нафта, природни гас (мада мала количина) и угаљ, укључујући злато, сребро, бакар, гвожђе, цинк. Након периода високог економског раста, поред исцрпљивања ресурса или нижих разреда, трошкови рударства су порасли, а конкурентност цена је изгубљена, па су многи рудници престали с радом. 
Јапанска рударска индустрија почела је нагло да опада 1980-их.Производња угља се смањила са врха од 55 милиона тона 1960. године на нешто више од 16 милиона тона 1985. године, док је увоз угља нарастао на готово 91 милион тона 1987. године. Домаће компаније за експлоатацију угља суочиле су се са јефтиним увозом угља и високим трошковима производње, што им је узроковало хронични дефицит током 1980-их. Крајем осамдесетих година 20. века отприлике милион тона угља у Јапану углавном је било тврдог угља који се користио за кокс. Већина угља који Јапан троши користи се за производњу електричне енергије .У 21. веку рударство се обављало само у угљеном пољу Кushiro (釧 路 炭 田) ради трансфера технологије. Остале руднике су изгубиле своју ценовну конкурентност због исцрпљивања ресурса, понижавања квалитета и повећаних трошкова рударства, укључујући трошкове рада, тако да су многи рудници затворени. Само мали број мина је оперативан. 
Будући да су злато и сребро врло профитабилни чак и у малим количинама, корпорације за експлоатацију метала и даље спроводе систематска истраживања и операције попут открића рудника Hishiкаri . Процјењује се да рудник Hishikari има злато од 8 милиона оз.  Поред тога, сумпор, јод, кречњак и кварцит још увек су довољно минирани у Јапану. 
Према Канадској комисији за трговину за Јапан: "2012. године, влада Јапана повећала је кредитну линију за Јапанску банку за међународну сарадњу (ЈBIC) за 10 билиона јена (приближно 105 милијарди УСД) како би се даље омогућио јапански приватни сектор да се осигура стратешки природни ресурси и проширен мандат ЈBIC-а да пружа финансијску помоћ за одређене врсте пројеката развоја природних ресурса у развијеним земљама. Иако је ова иницијатива завршена у јуну 2016. године, JBIC ће наставити са овом иницијативом ради пружања подршке јапанским директним страним инвестицијама у сектору природних ресурса. "  
Земљи недостају значајне домаће резерве фосилног горива, осим угља . Тако Јапан увози знатне количине сирове нафте, природног гаса и других енергената, укључујући уранијум . Јапан се ослањао на увоз нафте да би испунио око 84 одсто својих потреба за енергијом у 2010. години.  Јапан је био први увозник угља у 2010. години, са 187 Мт (20% укупног светског увоза угља), и први увозник природног гаса са 99 милијарди м3 (12,1% укупног светског увоза гаса). 
Морско дно Јапана има велика минерална богатства .  У априлу 2018. године објављено је  да блато са морског дна крај острва Мinami-Тоri-shimа, око 1.150 миља југоисточно од Токија, садржи више од 16 милиона тона оксида ретке земље. Ово је извештено да је еквивалентно 780 година вредности опскрбе итријумом, 620 година европијума, 420 година тербија и 730 година диспрозијума, према тренутним стопама глобалне употребе. 

## Јапанска производња горива (1916—1945)

### Депозити угља
1925. године, Јапански рударски уред поменуо је резерве угља у царству од 8.000 милиона тона, или 2.933 милиона тона (налазишта Kyūshū, Мiiki и Мitsui), 2.675 или 3.471 милиона тона (Hokkaido, оних 1.113.600 милиона из рудника Yubari), 1.362 милиона тона (Каrafuto, у лежиштима Каwakami), 614 милиона тона (Хонсху), 385 милиона тона (Формоза, подручје Кирун), 81 милиона тона (Кореја). Екстракција у Јапану током 1912. износила је 20.000.000 тона, 1932. године 30.000.000 тона, а 1941. године порасла је на 55.500.000 тона и била је подељена између следећих извора, у тонама: Кореја (5.000.000), Формоса (2.500.000) и Карафуто (2.500.000) и додатни увоз 4.000.000 тона из Кине и Индокине. 
Јапански угаљ се налази у крајњим крајевима земље, у Hокаido и Куushu, који имају 45, односно 40 процената налазишта угља у земљи. Угљен Кyushu-а је углавном лошег квалитета и тешко га је вадити, али близина рудника Кyushu-а лукама олакшава транспорт . У Хокаиду су шавови шири, могу се механички радити и нуде угаљ вишег квалитета. Нажалост, ови рудници се налазе добро у унутрашњости, што отежава транспорт. У већини јапанских рудника угља, косим галерије, која је продужила у неким местима на 9,7 1 километара под земљом, коришћени су уместо јама . Овај аранжман је скуп, упркос постављању покретних платформи. Резултат тога је да је дневна производња рудара далеко мања него у западној Европи и Сједињеним Државама, па домаћи угаљ кошта много више од увезеног угља. 
Како је индустрија ископавања угља опадала, тако је постала и општа важност домаћег рударства за целу економију. Само 0,2% радне снаге било је ангажовано у рударским операцијама 1988. године, а додата вредност из рударства била је око 0,3% од укупног броја рударства и производње. Домаћа рударска производња испоручује важну количину неких неметала : силикатни песак, пирофилитна глина, доломит и вапненац . Домаће руднице доприносе опадању удела у захтевима земље за неким металима : цинком, бакром и кречњаком . Скоро све руде које се користе у софистицираној индустрији за прераду у земљи се увозе. 

### Извори нафте
Године 1925. локалне резерве нафте процењене су на 2.956.000 барела у лежиштима Нигата, Акита и Нутсу и, такође, на концесијама на Сахалину. Године 1941. јапанска производња нафте је износила 2.659.000 барела - отприлике дневна производња у САД и 0,1% светске производње нафте. У Маnchukuo, нафтни бунари су Јапану давали 1.000.000 додатних нафтних тона годишње. Локална налазишта нафте Акита, Нигата и Нутсу произвела су 2,659,000 барела. Поред тога, набавили су нафту у Формози (1.000.000), совјетском Сахалину (1.000.000) и поступку дестилерије нафте у Манцхуу. 
Бушотине за нафту су избушене на западној обали Hоnshu- а, а Јапан има концесију за нафту на северном Сахалину. Изван Хокаида и северозападно Хоншу-а гвожђе је мало, а гвоздан пирит откривен је у Хоншу-у, Шикоку-у и Карафуто-у. Скромна количина бакра и злата минирана је око Хоншу, Хокаидо и Карафуто. 
Од 2016. године преостала активна нафтна поља су: 
- Поље Гојономе у Гојомеу, Акита .
- Неколико нафтних и гасних поља у префектури Нигата, укључујући Нанатани у Камоу, Нигата и поље Уонума у Уонуми, Ниигата .
- Поље Мотојуку у месту Схова, Гунма .

### Природни гас
Значајне резерве природног гаса остају у: 
- Гасно поље Мобара [13] у префектури Чиба .
- Плинско поље острва Садо (сумња да се нафтно поље на мору није успело да се оствари) [14] [15]
- Гасно поље Јужне Окинаве [16]

## Локације за производњу метала
Производња бакра 1917. године била је 108.000 тона, 1921. године 54.000 тона, 1926. 63.400 тона, али је та производња у 1931. - 1937. години повећана на 70.000 тона.  злата у Кореји је 1930. године износила 6,2 тоне, повећавајући се на 26,1 тоне годишње. У рекама и рудницима, остала лежишта су била у Саганосеки (Оита), Хоншу, Кјушу и Северног Формоса. Такође, Јапан је увозио злато из иностранства. 
Остали важни извори гвожђа били су Муроран (Хокаидо) и Кењи (Кореја). Укупне резерве су износиле 90 милиона тона, 10 или 50 милиона у Кореји ( Ке<u>njiho</u> ) и Formоsa . Јапан је увезио гвожђе из Таyeh (Кина), 500.000 тона 1940. године, из Малаке, Јохореа и других пунктова, 1.874.000 тона, са Филипина 1.236.000 тона, Индија је послала 1.000.000 тона и 3.000.000 прерађеног гвожђа у баре, а Аустралија је послала сличну количину. Главни рудници сребра били су у Косакију, Каваги и Хитацхи, а други у Карафутоу са гвозденим пиритом. 
Производња злата обуздана је 1943. године Наредбом за консолидацију рудника злата ради концентрације на минерале који су критичнији за производњу муниције. 

## Руде метала
Кобалт, бакар, злато, гвожђе, олово, манган, сребро, лименка, волфрам и цинк  и увелико су минирани у Јапану. 
Баријум, Берилијум, Бизмут, Кадмијум, Хром, Индијум, Литијум, Меркур, Молибден, Никал, Титанијум, Уранијум и Ванадијум нису ретки, али су још увек ископавани у Јапану. 

## Неметални изворни елементи
Антимон, арсен, бор, германијум, графит и сумпор минирани су у Јапану. 

## Сложени минерални извори
Јапан има историју рударских лежишта: 
- Тврди камен - гранит, гранодиорит, диорит, Фелдспат, кварц (силицијума камен), песка (укључујући и кварцног песка), бела глина за прављење порцелана (керамика камен), дунит .
- Карбонати - доломит, кречњак .
- Глине - Каолинит, Серицит, Бентонит, Фуллерова земља .
- Мекани и топлотни изолацијски камен - пирофилит, талк, азбест, дијатомејска земља, перлит .
- Елементи ретких земаља - итријум, Еуропиум, Тербиј, Диспрозијум . [17]
- Остало - Емери (стена), Калцит, Гипс, Флуорит, Зеолит, Фосфорит .

## Ископавање мора
Јапан има осму највећу ексклузивну економску зону од 4,470,000 км 2 (1,730,000 sq mi). Процењене су велике количине минералних сировина, попут метан-клатхрата, природног гаса, металних минерала и резервних минерала ретке земље који се чувају у ЕЕЗ Јапана. Минерални ресурси морског дна, попут нодула мангана, коре кобалта и хидротермална лежишта подморнице налазе се на дубинама од преко 1.000 m (3.300 ft).  Већина тих дубоко морских ресурса није истражена на морском дну . Велики део морског дна има дубину од 3.000 m (9.800 ft) до 6.000 m (20.000 ft) . Јапански закон о рударству ограничава производњу нафте и гаса на мору. Постоје технолошке препреке за минирање на тако екстремним дубинама и за ограничавање еколошког утицаја. Још нема успешних комерцијалних подухвата који минирају дубоко море. Тренутно је мало пројеката дубоког мора за проналажење минерала или дубоководно бушење на дну океана . 
Процјењује се да у источном кориту Нанкаја у јапанском кориту постоји око 40 хиљада милијарди кубних метара метан клатхрата .  Од 2019. метан метан у дубоком мору остаје неискориштен, јер још увек није успостављена потребна технологија. Због тога тренутно Јапан има веома ограничене доказане резерве попут сирове нафте. 
Канто Регион сам процењује се да је преко 400 милијарди кубних метара природног гаса резерви. Оно формира гасно поље Минами Канто у области која обухвата префектуре Саитама, Токио, Канагава, Ибараки и Чиба . Међутим, рударство је у многим областима строго регулирано јер се налази непосредно испод Токија, а само је благо ископано на полуострву Босо. У Токију и префектури Цхиба честе су несреће са природним гасом који је природно пуштен из гасног поља Минами Канто . 
У марту 2013. године, Јапанска национална корпорација за нафту, гас и метале (ЈОГМЕЦ) постала је прва која је успешно извадила метан хидрат из лежишта морског дна .  
У 2018. години 250 km (160 mi) јужно од Мinami-Тоri-shimа на 5.700 m (18.700 ft) ЈАМSTEC је у сарадњи са Универзитетом Васеда и Универзитетом у Токију открио ЈАМСТЕЦ дубоко, око 16 милиона тона реткоземних минерала . 